# Антонио Баштош Пимпарел
Антонио Алберто Баштош Пимпарел (порт. António Alberto Bastos Pimparel), познатији под надимком Бето (порт. Beto; Лисабон, 1. мај 1982) професионални је португалски фудбалер који игра на позицији голмана.
Током богате професионалне каријере коју је започео још 2002. Бето је играо за бројне клубове у Португалији, укључујући и оне највеће − Спортинг, Брагу и Порто. Играо је и за румунски Клуж, шпанску Севиљу и турски Гозтепе.
За репрезентацију Португалије дебитовао је 10. јуна 2009. у пријатељској утакмици са Естонијом. Са репрезентацијом је наступио и на три светска првенства (2010, 2014. и 2018), Европском првенству 2012. и Купу конфедерација 2017. године.

## Успеси и признања
ФК Спортинг Лисабон
- Португалски куп (1): 2001/02.

 ФК Порто
- Португалско првенство (1): 2010/11.
- Португалски куп (2): 2009/10, 2010/11.
- Португалски суперкуп (1): 2010.
- УЕФА лига Европе (1): 2010/11.

 ФК ЧФР Клуж
- Румунско првенство (1): 2011/12.

 ФК Брага
- Португалски лига куп (1): 2012/13.

 ФК Севиља
- УЕФА лига Европе (2): 2013/14, 2014/15.

 Португалија
- Куп конфедерација:  2017.